# Ievhèn Petruixèvitx
Ievhèn Petruixèvitx (ucraïnès: Євген Петрушевич), nascut el 3 de juny del 1863 a Busk, Galítsia, i traspassat el 29 d'agost del 1940 a Berlín, fou un advocat i polític ucraïnès, president de la República Popular d'Ucraïna Occidental.

## Començament de la seva carrera política
Ievhèn Petruixèvitx va estudiar dret i va ser president de la Fraternitat acadèmica de la Universitat de Lviv. Va dirigir diversos grups associatius locals. Membre executiu del Partit Democràtic Nacional, Ievhèn Petruixèvitx va ser triat per al parlament austríac des del 1907 fins al 1911 i per a la dieta de Galítsia de 1910 a 1913. Va exercir com a vicepresident de la representació parlamentària ucraïnesa a Viena des de 1910 fins al 1916 i va ser vicepresident de la Dieta de Galítsia des de 1910 fins al 1914.
Ievhèn Petruixèvitx rebutjà qualsevol compromís amb el govern austríac i va encapçalar una lluita decidida en aquestes dues assemblees per garantir els drets de la població ucraïnesa. Va tenir un paper especial el 1913 per obtenir a la dieta de Galítsia reformes electorals que permetessin als ucraïnesos a estar millor representats. Després de convertir-se en vicepresident del Consell General d'Ucraïna el 1915, Ievhèn Petruixèvitx va renunciar, en considerar aquesta darrera com a molt ingènua enfront de les perspectives que podia oferir el govern austríac.
A finals de 1916, Ievhèn Petruixèvitx va ser elegit president de la representació parlamentària ucraïnesa en el si del parlament austríac i va ser reconegut com el primer polític ucraïnès del seu temps. Amb un cert nombre d'altres líders, es va proposar transformar Àustria-Hongria en una federació nacional d'Estats, un dels quals hauria estat Ucraïna.

## Naixement de la ZUNR
Mentre l'Imperi Austrohongarès s'esfondrava, Ievhèn Petruixèvitx va convocar una assemblea constituent ucraïnesa a Lviv per decidir el futur d'aquest país. En el seu primer període de sessions, el 18 d'octubre de 1918, l'assemblea va rebre el nom de Rada ucraïnesa nacional i trià Ievhèn Petruixèvitxx com a president. A continuació, va proclamar la independència de l'Estat ucraïnès. Ievhèn Petruixèvitx va ser reelegit president de la Rada, el 3 de gener de 1919 a Ivano-Frankivsk i va demostrar la seva capacitat per governar.
Després de la fusió de la República Popular d'Ucraïna Occidental (ZUNR) amb la República Popular d'Ucraïna el gener de 1919, Ievhèn Petruixèvitx es va convertir en el sisè membre del Directori de la República Popular d'Ucraïna.
La Rada ucraïnesa nacional i la Secretaria d'Estat de la República Popular d'Ucraïna Occidental van reconèixer que els revessos militars d'una banda i la política d'altra banda no els permetien governar més, i el 9 de juny, transferiren les seves competències a Ievhèn Petruixèvitxx, a qui designaren com a dictador. Durant el seu règim, es va dur a terme una ofensiva militar a Txortkiv i l'Exèrcit ucraïnès de Galítsia (UHA) va travessar el riu Zbrutx. A continuació, combinat amb les forces de l'Exèrcit de la República Popular d'Ucraïna, l'UHA participar en l'alliberament de Kíev.
Les diferències d'opinió entre Símon Petliura i Ievhèn Petruixèvitxx en la política interior i exterior es feren més grans durant la seva estada a Kàmianets-Podilski i, finalment, va conduir a una ruptura política el novembre de 1919. Ievhèn Petruixèvitx va deixar Ucraïna i va continuar la lluita per la independència de la ZUNR a l'estranger per la via diplomàtica.

## El seu exili
25 juliol 1920 Ievhèn Petruixèvitx va formar un govern a l'exili a Viena i va advocar pel reconeixement internacional de la República Popular d'Ucraïna Occidental Després d'haver guanyat una mica de suport, va rebutjar les propostes poloneses que van proporcionar, però, un cert grau d'autonomia a canvi del reconeixement de la sobirania de Polònia a Galítsia.
La seva campanya es va ensorrar al març de 1923, quan la Conferència d'Ambaixadors va reconèixer Galítsia com a part del nou estat polonès. Ievhèn Petruixèvitx des de Berlín, va buscar suport soviètic a les seves aspiracions. Però aquesta tàctica no va tenir èxit i va desaparèixer el suport de què gaudia.